# Luftwaffen-SV Adler Tarnowitz
Luftwaffen SV Adler Tarnowitz was een Duitse voetbalclub uit Tarnowitz, dat tegenwoordig de Poolse stad Tarnowskie Góry is.

## Geschiedenis
De club werd in 1940 opgericht door het Duitse leger dat stationeerde in Tarnowitz, dat voor de Tweede Wereldoorlog nog tot Polen behoorde. In 1942 promoveerde de club naar de Gauliga Oberschlesien, de hoogste klasse en zorgde daar voor furore. TuS Hindenburg 09 werd met 10-0 verslagen en 1. FC Kattowitz met 17-1. Topclub Vorwärts Rasensport Gleiwitz kreeg een 3-0 om de oren. Na zeven speeldagen voerde de club de stand aan met 12 punten en een doelsaldo van 48-5. Nadat het garnizoen verhuisde naar Rippin in Danzig-West-Pruisen trok de club zich terug uit de competitie, de resultaten werden geschrapt. Of de club daar onder een andere naam opnieuw opgericht werd is niet bekend.